# Congreso Internacional de Arquitectura Moderna

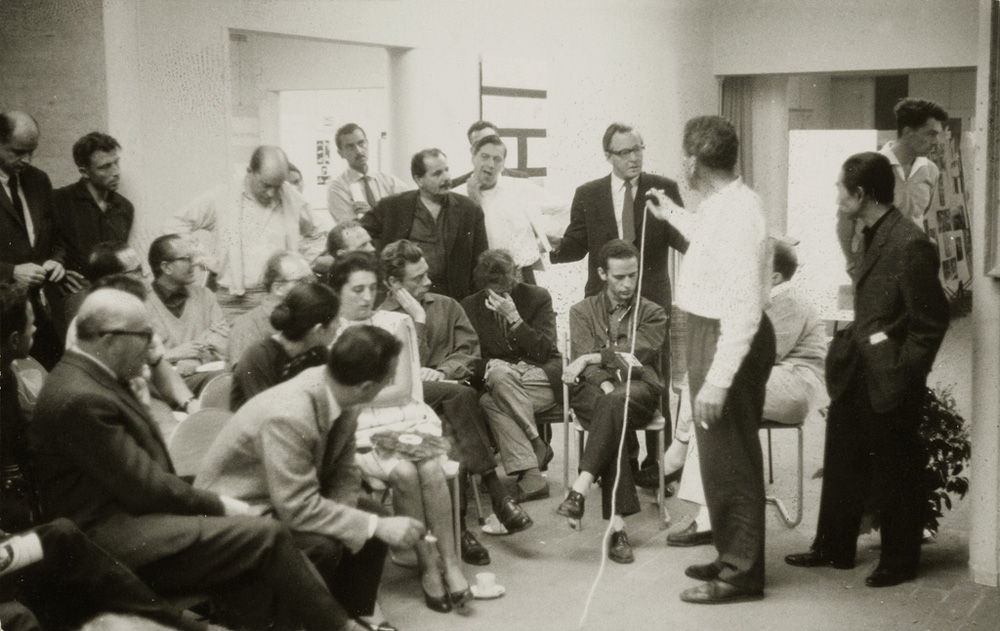
Reunión de la CIAM en Otterlo, Países Bajos en 1959.

El Congrès International d'Architecture Moderne (también conocido como CIAM o el Congreso Internacional de Arquitectura Moderna) fue fundado en 1928 y disuelto en 1959, fue el laboratorio de ideas del movimiento moderno (o estilo internacional) en arquitectura. Constó de una organización y una serie de conferencias y reuniones.

## Ideología
Ante los problemas que la Revolución Industrial generó en las ciudades, una corriente de pensadores se enfocó en brindar una solución con la promesa de su compromiso por transformar y mejorar la sociedad. Se convirtieron en el principal foro de debate del funcionalismo. Proponen un marco de proyecto universal para el urbanismo. Para ellos el espacio se debe organizar según las principales actividades humanas consideradas como funciones: trabajo, vivienda, transporte, ocio. A cada función le corresponde un tratamiento urbano y arquitectónico específico, en un espacio separado y diferenciado. Tienen una idea de hombre universal, que es independiente de su sexo, raza, edad, origen. Hombre que genera espacios uniformes y anónimos, faltos de la complejidad de la ciudad tradicional. Después de la guerra se convierten en un nuevo academicismo, o sea, en una forma generalizada de hacer, que reproduce copias críticamente.

## Formación y miembros
En el siglo XX abundan los manifiestos en los que el término "arquitectura como un arte social" se repite. Entre los muchos asuntos que llaman nuestra atención están los conceptos y los edificios de arquitectos asociados con el CIAM, fundado en junio de 1928 en el castillo de la Sarraz en Suiza, por un grupo de 28 arquitectos europeos organizado por Le Corbusier, Hélène de Mandrot (propietaria del castillo), y Sigfried Giedion (el primer secretario general). 
Otros miembros fundadores fueron Karl Moser (primer presidente), Victor Bourgeois, Pierre Chareau, Josef Frank, Gabriel Guevrekian, Max Ernst Haefeli, Hugo Häring, Arnold Höchel, Huib Hoste, Pierre Jeanneret (primo de Le Corbusier), André Lurçat, Ernst May, Max Cetto, Fernando García Mercadal, Hannes Meyer, Werner Max Moser, Carlo Enrico Rava, Gerrit Rietveld, Alberto Sartoris, Hans Schmidt, Mart Stam, Rudolf Steiger, Henri-Robert Von der Mühll, y Juan de Zavala.
El Lissitzky, Nikolai Kolli y Moisei Ginzburg fueron los delegados soviéticos, ya que para la conferencia de la Sarraz no pudieron conseguir visados.
Estaba organizado en seis comisiones permanentes:
- La aplicación de la Carta de Atenas: Le Corbusier (presidente) y José Luis Sert (vicepresidente)
- Relación de las artes plásticas: colaboración entre arquitectos, pintores y escultores: Sigfried Giedion (presidente), James Maude Richards (vicepresidente)
- Reforma de la enseñanza de la arquitectura y del urbanismo: Walter Gropius (presidente), Ernesto Nathan Rogers (vicepresidente)
- Industrialización de la construcción: Wells Coates (presidente), Herman Field (vicepresidente)
- Realización de los principios de la Carta de Atenas. Reformas legislativas y administrativas: Marcel Lods (presidente) y Benjamin Merkelbach (vicepresidente)
- Definición e inventario de los programas sociales útiles para el establecimiento de los planes de urbanismo: Helena Syrkusowa (presidente) Pierre-André Émery (vicepresidente)

Otros miembros y participantes notables fueron Alvar Aalto, Margarete Schütte-Lihotzky, Jane Drew, Minnette de Silva, Paul Lester Wiener, Alfréd Forbáth, Oscar Niemeyer, Richard Neutra, Amancio Williams, Antonio Bonet, Jorge Ferrari Hardoy, Juan Kurchan, Sven Markelius y Hendrik Petrus Berlage. En 1931, Harwell Hamilton Harris fue elegido secretario americano del CIAM.

## Influencias
La organización era enormemente influyente. No solo fue destinada a formalizar los principios arquitectónicos del movimiento moderno, sino que también vio la arquitectura como una herramienta económica y política que se podría utilizar para mejorar el mundo mediante el diseño de edificios y el urbanismo.
En el cuarto congreso, llevado a cabo en 1933, el grupo hizo la Carta de Atenas, un documento que adoptó un concepto funcional de la arquitectura moderna y del urbanismo que era único y provocativo. La carta, publicada en 1942, proclamaba que los problemas a los que se enfrentaban las ciudades se podrían resolver mediante la segregación funcional estricta, y la distribución de la población en bloques altos de apartamentos en intervalos extensamente espaciados. Las ideas fueron adoptadas ampliamente por los urbanistas en la reconstrucción de Europa después de la Segunda Guerra Mundial, aunque para entonces los miembros del CIAM tenían dudas sobre algunos de los conceptos.
Al mismo tiempo que los miembros del CIAM viajaban por todo el mundo tras la guerra, muchas de sus ideas se extendieron fuera de Europa, especialmente a los Estados Unidos. Desafortunadamente, la puesta en práctica de muchas de las ideas fue mal ejecutada frecuentemente durante la posguerra, a menudo debido a la crisis económica, y también por la no-comprensión de los conceptos de los arquitectos.

## CIRPAC
El cuerpo ejecutivo electo del CIAM era el CIRPAC, el Comité Internacional para la Resolución de los Problemas de la Arquitectura Contemporánea (Comité International pour la Résolution des Problèmes de l’Architecture Contemporaine).

## Conferencias
Las conferencias del CIAM consistieron en:
| Edición | Año  | País         | Lugar              | Tema Central                                                                            | Publicación         |
| ------- | ---- | ------------ | ------------------ | --------------------------------------------------------------------------------------- | ------------------- |
| I       | 1928 | Suiza        | La Sarraz          | Fundación del C.I.A.M.                                                                  |                     |
| II      | 1929 | Alemania     | Fráncfort del Meno | Enfocada en el trabajo de vivienda de Ernst May y la vivienda mínima (existenzminimum). |                     |
| III     | 1930 | Bélgica      | Bruselas           | Sobre el desarrollo racional del espacio.                                               |                     |
| IV      | 1933 | Grecia       | Atenas             |                                                                                         | Carta de Atenas     |
| V       | 1937 | Francia      | París              | Sobre la vivienda y el ocio.                                                            |                     |
| VI      | 1947 | Inglaterra   | Bridgwater         | Sobre la reconstrucción de las ciudades devastadas por la II Guerra Mundial.            |                     |
| VII     | 1949 | Italia       | Bérgamo            | Sobre la arquitectura como arte.                                                        |                     |
| VIII    | 1951 | Inglaterra   | Hoddesdon          | Sobre el corazón de la ciudad.                                                          |                     |
| IX      | 1953 | Francia      | Aix-en-Provence    |                                                                                         | Carta de habitación |
| X       | 1956 | Yugoslavia   | Dubrovnik          | Sobre el hábitat. Primera presencia de los Team X.                                      |                     |
| XI      | 1959 | Países Bajos | Otterlo            | Disolución del C.I.A.M.                                                                 |                     |

## Disolución
La organización del CIAM se disolvió en 1959 ya que los puntos de vista de los miembros divergían. Le Corbusier había dejado la organización en 1955, debido al uso cada vez mayor del inglés en las conferencias y reuniones.